# 切爾沃內亞爾 (波洛希區)
47°42′20″N 35°54′22″E / 47.70556°N 35.90611°E
切爾沃内亞爾（烏克蘭語：Червоний Яр）是位於烏克蘭東南部的村莊，由扎波羅熱州波洛希區的普雷奧布拉任卡市鎮負責管轄。該村距離蒂莫希夫卡和米基利斯凱2公里，面積0.63平方公里，海拔高度132米，2001年人口111。